# Хассельманс, Луис
Луис Хассельманс (англ. Louis Hasselmans; 25 июля 1878, Париж — 27 декабря 1957, Сан-Хуан, Пуэрто-Рико) — франко-американский оперный дирижёр бельгийского происхождения, сын Альфонса Хассельманса, брат Маргерит Ассельман.
Начинал свою музыкальную карьеру как виолончелист.
Работал с оркестрами Монреальской оперы (1911—1914), Чикагской оперы (1918—1919), парижской Опера-Комик (1919—1922), нью-йоркской Метрополитен-опера (1922—1937). В поздние годы был профессором музыки в Университете штата Луизиана.
Жена — оперная певица Минни Эгенер (1881—1938).